# Fritz Petersen
Fritz Ferdinand Petersen (9. december 1816 i København – 11. februar 1900 sammesteds) var en dansk genremaler og malerikonservator.
Han er søn af hørfabrikant Mads Petersen og Mette født Hansen. Efter at være blevet malersvend, medens han samtidig besøgte Kunstakademiets lavere skoler, arbejdede han nogle år som dekorationsmaler. Han lagde sig imidlertid efter figurmaleriet og udstillede fra 1845 til 1860 genrebilleder, mest jagtstykker, samt dyrstykker og et par landskaber. hans hovedvirksomhed var imidlertid som malerirestaurator, hvortil han fra 1839 havde uddannet sig under J.P. Møllers vejledning. 1855 blev han dennes efterfølger som konservator ved Den Kongelige Malerisamling og var meget skattet af Niels Laurits Høyen for sin dygtighed. Ved sin fratrædelse fra denne stilling 1887 fik han titel af professor.
Petersen ægtede 1855 Kezia de Garlieb (1827 – l890), datter af kurér Ch. G. Ph. de Garlieb og Emma født Lewis.
Petersen skænkede 1895 sin værdifulde portrætsamling til Kunstakademiet.